# بیرینجی عالی‌بیگلی
بیرینجی عالی بیگلی (به لاتین: Birinci Alıbəyli) یک منطقه مسکونی در جمهوری آذربایجان است که در شهرستان آق‌دام واقع شده است.